# Костел Воздвиження Чесного Хреста (Єлиховичі)
Костел Воздвиження Чесного Хреста розташований у селі Єлиховичі Золочівського району Львівської області. Був споруджений у доволі унікальному для сакральних споруд України стилі конструктивізму.

## Історія
Єлиховичі виникли неподалік міста Золочів поблизу важливого шляху на Броди. За легендою по цій дорозі зазвичай просувались чамбули татар. Сторожа Золочівського замку, міста їх помічала приблизно на місці селища і промовляла «Є лихо вічне», що і дало назву селу. Розташовані лише за 3 км Єлиховичі належали до золочівського ключа і 14 червня 1627 були передані Якубом Собеським золочівським пробстам для їхнього матеріального забезпечення. Це надання діяло до виокремлення селища у ХХ ст. із золочівської парафії. Близька відстань до Золочева не сприяла будівництву у селищі свого костелу чи каплиці, загроженої бути знищеною в часи частих ворожих набігів.
Лише у 1930-х років постало питання спорудження власної каплиці у селищі. Як не дивно, але цьому сприяв золочівський пробощ і декан о. Каетан Грушецький. Задля цього він поміняв свої парцелі на парцелі мешканця Єлиховичів Куса, які знаходились на невеликому підвищенні північніше дороги і на яких можна було б збудувати каплицю. Ініціативу підтримала громада селища, яка вирішила передати під будівництво дві прилеглі парцели вартістю 2.500 злотих. Одна з цих парцел була частиною сільського пасовища, інша частину цвинтаря. Умову дарування формально уклали 9 вересня 1938. Її затвердили повітовий відділ у Золочеві та архієпископ Болеслав Твардовський. Львівський архітектор Вавжинець Дайчак (1882—1968) ще 26 січня 1938 виконав кошторис, технічний опис, розрахунки будівництва каплиці. Проект єлиховицького храму Дайчака 14 лютого 1938 затвердили у Тернопільському воєводстві і 8 травня 1938 архієпископ Болеслав Твардовський.
Невідомо коли розпочалось будівництво, але за деякими матеріалами його освятили до кінця 1938 року. Невідомо скільки тривало завершення оздоблення костелу. Воно не могло тривати довше вересня 1939, коли розпочалась Друга світова війна і терени були окуповані і включені до складу СРСР. Костел не отримав власного пробоща, а його обслуговував золочівський священик. Після виїзду поляків до Польщі у післявоєнний час костел 1945 закрили, перетворивши через 5 років на колгоспне зерносховище. Через брак догляду 1985 завалилась сигнатурка. Храм передали 1993 віруючим РКЦ. Через їхню малу чисельність до ремонту долучились віруючі УГКЦ, завдяки чому храм перебуває у спільному користуванні обох громад. Було відремонтовано дах, покритий бляхою, відновлено сигнатурку, інтер'єр. 25 вересня 2005 храм освятив єпископ Мар'ян Бучек.

### Костел
Вівтар костелу орієнтований на південний-захід. Він збудований на бетонному фундаменті з цегли і каміння. Дайчак у своєму щоденнику писав, що костелу надали стилізованих рис середньовічної оборонної споруди на згадку про минуле і як символ костелу-фортеці польськості і католицизму на українських землях. Це, напевно, було наслідком участі архітектора у україно-польській війні. Оборонний характер підкреслено облицювання каменем нижнього ярусу храму, відділеного від решти об'єму невеликим дашком. Високі прямокутні вікна нефу, каплиць, маленькі у вежах віддалено нагадують бійниці.
Костел складається з чотирьохпряслового нефу і дещо вужчого однопряслового пресбітерія з круглою апсидою. Чотири крайні прясла нефу розширено напівкруглими каплицями. Перед нефом розміщено більш вузький притвор з високим трикутним фронтоном з двома нижніми уступами, по фасаду якого виступають дві круглі вежі гвинтових сходів на музичні хори. Хори виділені потужною балюстрадою. Посеред веж облаштовано вхід у відкритому притворі з верхнім балконом, що нагадує браму давньої фортеці. Пресбітерій з двох сторін обрамлюють прямокутні об'єми захристя і баптистерію з одноярусними вежами. Останнє окреме приміщення для хрещення відповідало новаціям у літургії, які популяризував архієпископ Болеслав Твардовський на основі рішення синоду 1930 Львівської архідієцезії. Аналогічний до притвору трикутний фронтон увінчує тильну стіну пресбітерія. Неф, пресбітерій покрито високими двосхилими дахами з сигнатуркою.
В інтер'єрі біля стін встановлено прямокутні колони, що розмежовують прясла неф і на яких опираються півкруглі арки склепіння. Стіни нефу вгорі замкнуті потужною балкою, на яку опирається склепіння. У пряслах розміщено по два вікна, у каплицях по п'ять. У апсиді було розташовано невисокий головний вівтар. Ще чотири вівтарі розміщувались у бічних каплицях навколо нефу. Костел був розрахований на 800—1000 віруючих. Застосовані Дайчаком рішення повторюються у його ж костелах — львівському Найсвятішого Серця Ісуса, Надвірній, нереалізованого у Хлопах біля Комарного.
У міжвоєнний період на території УРСР не велось сакральне будівництво, а на теренах Західної України збудували лише пару десятків храмів у стилях модернізму, конструктивізму, функціоналізму. Тому кожен з них є доволі унікальним для України архітектурним об'єктом, що заслуговує державної охорони.